# Paul Barth (Philosoph)
Paul Ernst Emil Barth, auch Ernst Emil Paul Barth (* 1. August 1858 in Baruthe, Landkreis Oels, Provinz Schlesien; † 30. September 1922 in Leipzig) war ein deutscher Philosoph und Pädagoge.

## Leben
Seine Eltern waren der Lehrer Ernst Barth und Pauline geborene Grünig. Ab 1875 studierte er an der Universität Breslau Klassische Philologie, Geschichte und Philosophie. 1881 promovierte er an der Universität Leipzig zum Dr. phil. Zwischen 1882 und 1888 betätigte er sich an Gymnasien zu Liegnitz, Leipzig und Jena als Lehrer. 1890 wurde er in Leipzig habilitiert. Anschließend war er an der Universität Philosophiedozent. Dies blieb er bis 1897, danach lehrte er Philosophie und Pädagogik als außerordentlicher Professor. Mit Margarethe Schirmer verheiratete er sich am 7. April 1902. Ab 1918 hatte er ein Amt als ordentlicher Honorarprofessor inne, das er bis zu seinem Tode am 30. September 1922 in Leipzig im Alter von 64 Jahren behielt. Er wurde in der V. Abteilung des Neuen Johannisfriedhofs beerdigt.
Barth beschäftigte sich besonders mit Moral- und Hochschulpädagogik. Er nahm Geschichte als konkrete Soziologie wahr, theoretische Geschichte als abstrakte Soziologie. Von dieser Annahme ausgehend verfasste er einen Überblick über die Pädagogikgeschichte, in der er auf die Probleme von Erziehungs- und Unterrichtslehre einging. Dabei forderte er einen lebensnahen Moralunterricht.

## Werke
- De infinitioni apud poetas scaeni cos satinos usu. (Dissertation 1881)
- Geschichtsphilosophie Hegels und der Hegelianer (Habilitationsschrift 1890)
- Die Philosophie der Geschichte als Soziologie. Teil 1: Einleitung und kritische Übersicht (Leipzig 1897)
- Die Elemente der Erziehung- und Unterrichtslehre. Auf Grund der Psychologie der Gegenwart dargestellt (Leipzig 1906)
- Die Geschichte der Erziehung in soziologischer und geistesgeschichtlicher Beleuchtung (Leipzig 1911)
- Ethische Jugendführung. Grundzüge zu einem systematischen Moralunterricht (Leipzig 1919)
- Die Notwendigkeit eines systematischen Moralunterrichts (Leipzig 1919)
- Der Lebensführer (1920)
- Die Stoa (Stuttgart 1922)